# Auguste Caralp
Auguste François Caralp, auch Auguste François Garalp (* 31. August 1892 in Pamiers; † 7. Dezember 1981 in Canet-en-Roussillon) war ein französischer Autorennfahrer.

## Karriere als Rennfahrer
Auguste Caralp war in den 1920er-Jahren einmal beim 24-Stunden-Rennen von Le Mans am Start. 1929 fuhr er gemeinsam mit Lucien Desvaux einen B.N.C. Das Rennen endete für das Duo durch einen Motorschaden am Einsatzwagen vorzeitig. 

## Statistik

### Le-Mans-Ergebnisse
| Jahr | Team                   | Fahrzeug       | Teamkollege    | Platzierung | Ausfallgrund     |
| ---- | ---------------------- | -------------- | -------------- | ----------- | ---------------- |
| 1929 | Bollack, Netter et Cie | B.N.C. Acacias | Lucien Desvaux | Ausfall     | Kraftübertragung |